# Alexander Ortiz Gutiérrez
Alexander Ortiz Gutiérrez (23 de junio de 1987) es un deportista peruano que compite en taekwondo. Ganó dos medallas de bronce en el Campeonato Panamericano de Taekwondo, en los años 2006 y 2018.

## Palmarés internacional
| Campeonato Panamericano | Campeonato Panamericano  | Campeonato Panamericano | Campeonato Panamericano |
| Año                     | Lugar                    | Medalla                 | Categoría               |
| ----------------------- | ------------------------ | ----------------------- | ----------------------- |
| 2006                    | Buenos Aires (Argentina) | Medalla de bronce       | –62 kg                  |
| 2018                    | Spokane (Estados Unidos) | Medalla de bronce       | –68 kg                  |